# 思印江等处长官司
思印江等处长官司，又作思功江等处长官司。元朝时设置，治所在今贵州省印江土家族苗族自治县。属思州宣抚司。明朝弘治年间废。 